# Fabiana Murer
Pour les articles homonymes, voir Murer.
Fabiana de Almeida Murer (née le 16 mars 1981 à Campinas) est une athlète brésilienne spécialiste du saut à la perche.

## Biographie
Elle commence l'athlétisme en 1997 à l'âge de 16 ans et pratique en même temps la gymnastique.  
En 2007, elle est sacrée championne aux Jeux panaméricains. En 2008, elle améliore son record personnel en salle, avec 4,70 m, lors des championnats du monde. 
Elle obtient son premier podium lors d'une compétition internationale majeure en début de saison 2008 en se classant troisième des Championnats du monde en salle de Valence, derrière la Russe Yelena Isinbayeva et l'Américaine Jennifer Stuczynski, et à égalité avec la Polonaise Monika Pyrek. Fabiana Murer établit à cette occasion un nouveau record d'Amérique du Sud avec 4,70 m. En juin, à São Paulo, la Brésilienne améliore de 14 cm son record personnel en plein air pour le porter à 4,80 m. Elle rate cependant son concours des Jeux olympiques de Pékin en ne prenant que la dixième place de la finale avec 4,45 m. 
En 2009, l'athlète porte son record personnel en salle à 4,81 m et en plein air à 4,82 m, avant de s'imposer plus tard dans la saison lors des Championnats d'Amérique du Sud de Lima avec un saut à 4,60 m. Elle se classe cinquième des Championnats du monde de Berlin en franchissant la hauteur de 4,55 m. 

### Championne du monde en salle, record continental (2010)
En début de saison 2010, Fabiana Murer remporte la finale des Championnats du monde en salle de Doha avec la marque de 4,80 m, devançant au nombre d'essais la Russe Svetlana Feofanova. Le 4 juin, à San Fernando, en Espagne, le Brésilienne établit un nouveau record d'Amérique du Sud avec la marque de 4,85 m à l'occasion des Championnats ibéro-américains d'athlétisme 2010. Elle remporte la première édition de la Ligue de diamant, devant Feofanova, en s'imposant notamment lors des meetings de Rome, Eugene, Monaco, et Zurich.

### Titre mondial en plein air (2011)

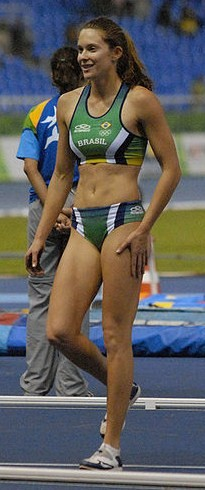
Fabiana Murer lors des Jeux panaméricains de 2007

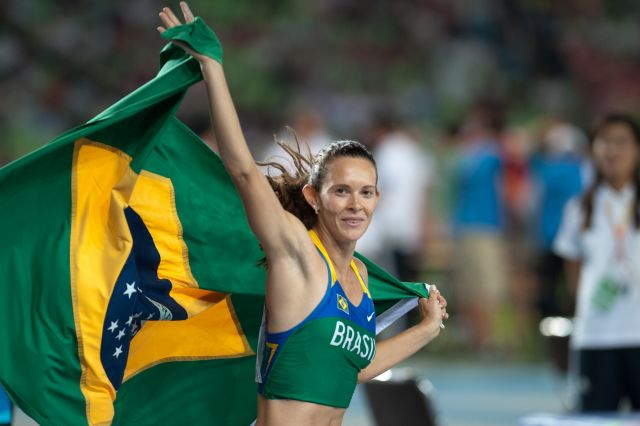
Fabiana Murer remporte les Championnats du monde 2011

Afin de garder son titre acquis l'année précédente, Fabiana Murer participe le 4 juin au Prefontaine Classic, 2e étape de la Ligue de diamant 2011, deux jours après avoir été sacrée championne d'Amérique du Sud à Buenos Aires avec 4,70 m. Elle termine 3e derrière Anna Rogowska et Svetlana Feofanova. Elle prend sa revanche 5 jours plus tard en gagnant l'épreuve de perche des Bislett Games avec 4,60 m devançant notamment Anna Rogowska et prend la tête de la ligue de diamant à ex aequo avec elle.
Lors des Mondiaux de Daegu, elle est sacrée championne du monde à la perche en franchissant une barre à 4,85 m, égalant son propre record d'Amérique du Sud. Elle réalise cette performance à sa première tentative et échoue par la suite à 4,90 m puis 4,92 m. Première athlète brésilienne championne du monde du saut à la perche, elle devance au classement final l'Allemande Martina Strutz et la Russe Svetlana Feofanova.

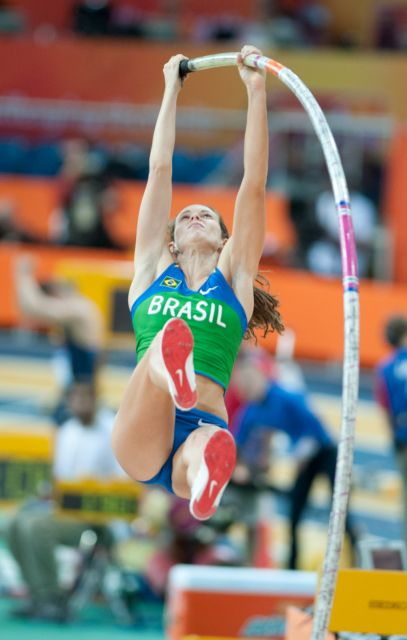
Fabiana Murer remporte les Championnats du monde en salle 2010

### 2012 - 2014: année mitigées
Présente aux Jeux olympiques de Londres, Fabiana Murer est éliminée dès les qualifications avec 4,50 m. L'été suivant, elle se classe sixième des Championnats du monde de Moscou avec 4,65 m, remporté par Yelena Isinbayeva  (4,89 m). En mars 2014, elle termine au pied du podium des Championnats du monde en salle de Sopot.  
Durant la saison estivale, elle décroche lors des Jeux sud-américains (4,40 m) et remporte les meetings de New York, de Glasgow, de Monaco et de Zurich. Elle établit la meilleure performance mondiale de l'année avec 4,80 m et ses victoires lui font empocher le trophée de la Ligue de diamant. 

### Vice-championne du monde, records continentaux (2015)
Lors de la saison indoor 2015, Murer participe au circuit du Perche Élite Tour, circuit national de perche en France. Après deux troisième places à Rouen et Mouilleron-le-Captif fin janvier, elle établit la meilleure performance mondiale de l'année en remportant le meeting de Nevers avec un nouveau record d'Amérique du Sud en 4,83 m. Elle efface ainsi son record de 4,82 m établi à Birmingham en 2010.
Pour la Ligue de diamant, elle remporte le Birmingham Grand Prix 2015 avec 4,72 m devant l'Américaine Mary Saxer. Puis elle s'impose ensuite lors de l'Adidas Grand Prix de New-York avec 4,80 m devant la Grecque Nikoléta Kiriakopoúlou. Au Meeting Areva de Paris, elle se classe troisième avec 4,63 m derrière Nikoléta Kiriakopoúlou qui s'octroie la meilleure performance mondiale de l'année (4,83 m) et Yarisley Silva. Pour sa dernière compétition avant les Championnats du monde de Pékin, elle décroche la médaille d'argent des Jeux panaméricains de Toronto avec 4,80 m derrière Yarisley Silva (4,85 m) comme en 2011.
Lors des Championnats du monde de Pékin, elle franchit le cap des qualifications en réalisant 4,55 m. Deux jours plus tard, Fabiana Murer devient vice-championne du monde avec un saut à 4,85 m. Elle égale à cette occasion son propre record d'Amérique du Sud réalisé en 2010. Elle est devancée sur le podium par la cubaine Yarisley Silva qui réalise 4,90 m. Cette performance représente pour elle sa première médaille dans un championnat du monde depuis son titre mondial en 2011 à Daegu.
En fin de saison, elle se classe deuxième du Weltklasse Zurich avec 4,72 m derrière Nikoléta Kiriakopoúlou ce qui lui permet d'occuper la seconde place du classement général de la ligue de diamant derrière Kiriakopoúlou.

### Saison olympique,4,87m(2016)
Après la saison 2009, à 28 ans, Murer avait décidé de mettre un terme à sa carrière mais elle a finalement choisi de continuer jusque 2016 lorsqu'elle a appris que les Jeux olympiques de 2016 seraient dans son pays, à Rio de Janeiro. Elle se retirera des pistes après la finale olympique en août. 
Pour sa première compétition hivernale de l'année, Murer fait un résultat encourageant (4,56 m). Elle participe ensuite au meeting d'Eaubonne, réservé uniquement aux femmes mais n'arrive pas à franchir sa première barre de concours à 4,49 m. Le 17 février, la Brésilienne efface une barre à 4,76 m (SB) avant d'échouer une fois à 4,81 m et deux fois à 4,86 m. Elle n'est devancée que par Nikoléta Kiriakopoúlou
Le 21 février, lors de la première édition du meeting All Star Perche organisé par le perchiste Français Renaud Lavillenie à Clermont-Ferrand, Fabiana Murer remporte le concours en franchissant à nouveau 4,71 m. Elle devance aux essais Nikoléta Kiriakopoúlou et la Suissesse Nicole Büchler (4,62 m). Lors des championnats du monde en salle de Portland, la Brésilienne se classe sixième du concours avec 4,60 m. Malgré cette contre-performance, ce résultat est un record du monde vétéran en salle (catégorie des plus de 35 ans).
Le 16 mai, elle s'impose aux Championnats ibéro-américains avec une barre de 4,60 m. Le 3 juillet, Fabiana Murer remporte les Championnats du Brésil en établissant un record d'Amérique du Sud avec un saut à 4,87 m, améliorant sa propre marque de 2 centimètres (en 2010, 2011 et 2015). Elle échoue par trois fois à 5,00 m et améliore par la même occasion son propre record du monde vétéran (4,70 m).
Diminuée par une hernie discale, elle ne passe pas les qualifications des Jeux olympiques de Rio se déroulant dans son pays. Elle met un terme à sa carrière le 25 août suivant, à 35 ans.

## Palmarès
| Année | Compétition                            | Lieu              | Résultat | Marque  |
| ----- | -------------------------------------- | ----------------- | -------- | ------- |
| 1998  | Championnats d'Amérique du Sud juniors | Córdoba           | 1re      | 3,50 m  |
| 1999  | Championnats d'Amérique du Sud         | Bogota            | 3e       | 3,70 m  |
| 1999  | Jeux panaméricains juniors             | Tampa             | 2e       | 3,75 m  |
| 1999  | Jeux panaméricains                     | Winnipeg          | 9e       | 3,50 m  |
| 1999  | Championnats d'Amérique du Sud juniors | Concepcion        | 1re      | 3,70 m  |
| 2000  | Championnats d'Amérique du Sud juniors | São Leopoldo      | 1re      | 3,75 m  |
| 2000  | Championnats du monde juniors          | Santiago du Chili | 10e      | 3,70 m  |
| 2001  | Championnats d'Amérique du Sud         | Manaus            | 6e       | 3,70 m  |
| 2004  | Championnats ibéro-américains          | Huelva            | 8e       | 3,90 m  |
| 2005  | Championnats d'Amérique du Sud         | Cali              | 2e       | 4,00 m  |
| 2006  | Championnats ibéro-américains          | Ponce             | 1re      | 4,56 m  |
| 2006  | Finale mondiale                        | Stuttgart         | 5e       | 4,50 m  |
| 2006  | Coupe du monde des nations             | Athènes           | 2e       | 4,55 m  |
| 2006  | Championnats d'Amérique du Sud         | Tunja             | 1re      | 4,47 m  |
| 2007  | Championnats d'Amérique du Sud         | São Paulo         | 1re      | 4,50 m  |
| 2007  | Championnats du monde                  | Osaka             | 6e       | 4,65 m  |
| 2007  | Jeux panaméricains                     | Rio de Janeiro    | 1re      | 4,60 m  |
| 2008  | Championnats du monde en salle         | Valence           | 3e       | 4,70 m  |
| 2008  | Jeux olympiques                        | Pékin             | 10e      | 4,50 m  |
| 2008  | Finale mondiale                        | Stuttgart         | 6e       | 4,50 m  |
| 2009  | Championnats d'Amérique du Sud         | Lima              | 1re      | 4,60 m  |
| 2009  | Championnats du monde                  | Berlin            | 5e       | 4,55 m  |
| 2009  | Finale mondiale                        | Thessalonique     | 2e       | 4,60 m  |
| 2010  | Championnats du monde en salle         | Doha              | 1re      | 4,80 m  |
| 2010  | Championnats Ibéro-américains          | San Fernando      | 1re      | 4,85 m  |
| 2010  | Coupe continentale                     | Split             | 3e       | 4,50 m  |
| 2010  | Ligue de diamant                       | Ligue de diamant  | 1re      | détails |
| 2011  | Championnats d'Amérique du Sud         | Buenos Aires      | 1re      | 4,70 m  |
| 2011  | Championnats du monde                  | Daegu             | 1re      | 4,85 m  |
| 2011  | Jeux panaméricains                     | Guadalajara       | 2e       | 4,70 m  |
| 2011  | Ligue de diamant                       | Ligue de diamant  | 3e       | détails |
| 2012  | Ligue de diamant                       | Ligue de diamant  | 2e       | détails |
| 2013  | Championnats du monde                  | Moscou            | 5e       | 4,65 m  |
| 2013  | Ligue de diamant                       | Ligue de diamant  | 3e       | détails |
| 2014  | Championnats du monde en salle         | Sopot             | 4e       | 4,70 m  |
| 2014  | Coupe continentale                     | Marrakech         | —        | NM      |
| 2014  | Jeux sud-américains                    | Santiago          | 1er      | 4,40 m  |
| 2014  | Ligue de diamant                       | Ligue de diamant  | 1re      | détails |
| 2015  | Jeux panaméricains                     | Toronto           | 2e       | 4,80 m  |
| 2015  | Championnats du monde                  | Pékin             | 2e       | 4,85 m  |
| 2015  | Ligue de diamant                       | Ligue de diamant  | 2e       | détails |
| 2016  | Championnats du monde en salle         | Portland          | 6e       | 4,60 m  |
| 2016  | Championnats ibéro-américains          | Rio de Janeiro    | 1re      | 4,60 m  |
| 2016  | Jeux olympiques                        | Rio de Janeiro    | —        | NM      |

## Records
| Épreuve          | Épreuve   | Hauteur     | Lieu                  | Date           |
| ---------------- | --------- | ----------- | --------------------- | -------------- |
| Saut à la perche | Plein air | 4,87 m (AR) | São Bernardo do Campo | 3 juillet 2016 |
| Saut à la perche | En salle  | 4,83 m (AR) | Nevers                | 6 février 2015 |